# Abdurrahman Dereli
Abdurrahman Dereli (* 15. Februar 1981 in Trabzon) ist ein türkischer ehemaliger Fußballspieler.

## Karriere

### Verein
Dereli begann 1998 seine Karriere beim Drittligisten Akçaabat Sebatspor. Er schaffte im Laufe seiner Karriere mit dem Klub den Aufstieg bis in die Süper Lig. Nach 194 Spielen und vierzehn Toren wechselte er 2005 in die Hauptstadt zu MKE Ankaragücü. Für Ankaragücü zeigte er gute Leistungen. Im Sommer 2007 verpflichtete Sivasspor den rechten Verteidiger für eine Ablösesumme von 500.000 Euro. Mit Sivasspor wurde er 2008/09 türkischer Vizemeister und nahm an der Qualifikation zur UEFA Champions League teil.
2011 wechselte Dereli zum Süper-Lig-Aufsteiger Orduspor.
Bereits nach einer Saison verließ er Orduspor und wechselte zum Süper-Lig-Aufsteiger Kasımpaşa Istanbul.
Zum Sommer 2013 kehrte er nach zwei Jahren wieder zu Sivasspor zurück. Im Sommer 205 wechselte er zum türkischen Zweitligisten Balıkesirspor. Diesen Verein verließ er zum Januar 2016 und beendete seine Karriere.

### Nationalmannschaft
Dereli kam im November 2000 einmal für die türkische U-19-Nationalmannschaft zum Einsatz.

## Erfolge
Akçaabat Sebatspor
- Tabellendritter der TFF 1. Lig: 2002/03
- Aufstieg in die Süper Lig: 2002/03
- Vizemeisterschaft der TFF 2. Lig: 1990/00
- Aufstieg in die TFF 1. Lig: 1990/00

Sivasspor
- Türkischer Vizemeister: 2008/09
- Tabellenvierter der Süper Lig: 2007/08